# رای گولپ
رای گولپ (به ایتالیایی: Rai Gulp) یک کانال تلویزیونی ماهواره‌ای در ایتالیا می‌باشد که متعلق به شبکه رای با هدف پخش برنامه‌های سرگرمی برای کودکان و نوجوان طراحی شده‌است.